# 西嶋和夫
西嶋 和夫（にしじま かずお、1919年11月29日 - 2014年1月28日）は、日本の仏教学者。

## 経歴
神奈川県横浜市出身。東京府立第五中学校、旧制静岡高校を経て、東京帝国大学法学部法律学科へ進学。卒業後大蔵省入省。日本証券金融等に勤務のかたわら仏教研究を行い、その主著は道元の著した「正法眼蔵」全巻の現代日本語訳である「現代語訳正法眼蔵全12巻」と、さらにその詳細な解説をした「正法眼蔵提唱録全34冊」である。「正法眼蔵」の現代語訳と同時にその詳細な「提唱」を行ったのは、日本で最初である。2007年頃まで日本証券金融常任監査役を経て、㈱井田両国堂顧問。仏教に関する多数の著書があり、ナーガールジュナ（龍樹尊者）の著作「中論」の日本語訳を出版して以降はその講義と再改訂ならびに英語訳に取り組んでいる。 
1973年に永平寺東京別院にて丹羽廉芳老師（にわれんぽう、1985年に永平寺77世貫主）のもとで出家。法名愚道和夫（ぐどうわふ）。1977年師より嗣法。東京大学仏教青年会、東方学院をはじめ各所で日本人ならびに外国人に講義を行い、日本はもとよりアメリカ、ヨーロッパ、南米において弟子が活動をしている。2010年12月体調を崩し、2011年より入院療養。2014年1月28日、死去。享年94。

## 著書
- 『仏教 第三の世界観』仏教社 1969
- 『坐禅のやり方』中央公論事業出版(製作) 1972　仏教社 1979
- 『愚道老人仏教問答』仏教社 1977
- 『サラリーマンのための坐禅入門』実業之日本社 1979
- 『正法眼蔵提唱録』全12巻 西嶋愚道和夫 井田両国堂 1979‐85
- 『西嶋愚道和夫老師「普勧坐禅儀」「学道用心集」提唱録』井田両国堂 1986
- 『学道用心集講話』金沢文庫 1988
- 『仏道講話 1　仏道は実在論である』金沢文庫 1989
- 『仏道講話 2　四諦の教え 仏道のキィー・ポイント』金沢文庫 1989
- 『仏道講話 3　道元禅師と仏道』金沢文庫 1989
- 『仏道講話 4　世界と仏道』金沢文庫 1989
- 『宝慶記講話』金沢文庫 1988-89
- 『真字正法眼蔵提唱 1』金沢文庫 1991
- 『典座教訓提唱 永平清規』金沢文庫 1991
- 『赴粥飯法提唱 永平清規』金沢文庫 1992
- 『弁道法衆寮箴規提唱 永平清規』金沢文庫 1992
- 『般若心経参同契宝鏡三昧提唱』金沢文庫 1997
- 『信心銘証道歌提唱』金沢文庫 1997
- 『中論提唱』全4巻 金沢文庫 1998
- 『人も企業もバランスが命 正法経営のすすめ』元就出版社 2002
- 『弁道話 正法眼蔵を語る』藤田昌三編 金沢文庫 2002
- 『幸福な生き方』吉居秀之編 日本経営合理化協会出版局 2010

### 訳
- 道元『現代語訳正法眼蔵』全12巻 仏教社 1970‐79
- 道元『永平広録』編 金沢文庫 1991－92
- ナーガールジュナ『中論』金沢文庫 1995
- 道元『永平広録提唱』全10巻 金沢文庫 1996－97
- ナーガールジュナ『根本的な中論の歌』金沢文庫 2009

監修
- 『自宅でできる坐禅の心得』監修 金園社 2001　『今日からはじめる坐禅 心得と効果』2016

## 参考出典
- 金沢文庫「現代語訳正法眼蔵」著者略歴より